# Domenico Selvo
Domenico Selvo (zm. 1087) – doża Wenecji od 1071 do ok. 1084.
Jego życzenie, by każdy przybywający do Wenecji statek przywiózł dary dla upiększenia bazyliki św. Marka, przyczynił się do stworzenia niepowtarzalnego piękna świątyni.